# Institut national du cancer (États-Unis)
L'Institut national du cancer (National Cancer Institute, NCI, parfois traduit « Institut américain du cancer ») est un institut fédéral américain de recherche contre le cancer, présidé de juillet 2010 à mars 2015 par le Dr Harold Varmus, puis par Douglas R. Lowy.

## Historique
L'Institut national du cancer a été créé le 6 août 1937 par le congrès des États-Unis. Il a eu Carl Voegtlin pour premier directeur.